# Mussaenda heinsioides
Mussaenda heinsioides är en måreväxtart som beskrevs av William Philip Hiern. Mussaenda heinsioides ingår i släktet Mussaenda och familjen måreväxter. Inga underarter finns listade i Catalogue of Life.